# اسکورکولا مارسیکانا
اسکورکولا مارسیکانا (به ایتالیایی: Scurcola Marsicana) یک کومونه در ایتالیا است که در استان لاکویلا واقع شده‌است. اسکورکولا مارسیکانا ۳۰٫۰۲ کیلومتر مربع مساحت و ۲٬۸۱۳ نفر جمعیت دارد و ۷۰۰ متر بالاتر از سطح دریا واقع شده‌است.

## خواهرخوانده
شهر پاساو خواهرخواندهٔ اسکورکولا مارسیکانا هست.